# Danny Lux
Daniel Scott "Danny" Lux (* červen 1969) je americký hudební skladatel, který spolupracoval na několika filmových projektech v USA.
Hudbu vytvořil například pro filmy Halloween: Zmrtvýchvstání nebo Ukradené léto, což bylo v roce 2002. Tvořil také pro seriály, jako například Cesta do neznáma, Million Dollar Mysteries, Crisis Center (zde byl poprvé nominován na cenu Emmy), dále pak Profiler, (zde nominován podruhé) nebo Boston Legal. Dodatečně pak Jmenuju se Earl, Chirurgové, Karen Sisco, Taxík, Ally McBealová, Boston Public, NYPD Blue, John Doe, Sabrina - mladá čarodějnice, The Good Wife, Melrose Place a Dawsonův svět.